# 米德蘭 (印第安納州)
米德蘭（英語：Midland）是位於美國印地安納州格林縣的一個非建制地區。該地的面積和人口皆未知。